# 青梅市立第三中学校
青梅市立第三中学校（おうめしりつだいさんちゅうがっこう）は、東京都青梅市にある市立中学校。平成19年度、20年度の青梅市研究指定校に指定されている。

## 沿革
西多摩郡霞村立霞中学校として1947年（昭和22年）4月1日に設立され、同年5月7日に開校。（初代校長 豊田正作）
校名は1951年（昭和26年）に青梅市立霞中学校へ、2年後の1953年（昭和28年）に現在の青梅市立第三中学校へと変更される。
1997年（平成9年）に創立50周年を迎える。

## 教育目標
- 学ぶ
- 鍛える
- 思いやる

## 施設

### 校舎
- A棟（職員室、事務室などや普通教室）
- B棟（特別教室）
- C棟（図書室）

※2003年（平成15年）に扇風機が設置された。また校舎A棟は渡り廊下でB棟と体育館に接続されている。（校舎C棟はA棟を増築したのでつながっている） 特徴として現在は使われていないが横田飛行場からの飛行機の騒音対策として1967年（昭和42年）に防音校舎となり、ほとんどの教室が窓を二重に出来るようになっている。

### 校庭
- 100m
- 200m
- 砂場
- 鉄棒
- サッカーゴール
- バックネット
- 体育倉庫

### その他
- 体育館
- テニスコート（3面）
- プール（25m×5コース）
- 自転車置き場
- 霞ファーム
  - 野菜畑
  - 花・ハーブ畑
  - 果樹園

## 部活動

### 運動部
- 野球部
- サッカー部
- 男子ソフトテニス部
- 女子ソフトテニス部
- 陸上競技部
- ハンドボール部
- 男子バスケットボール部
- 女子バスケットボール部
- 卓球部

### 文化部
- 吹奏楽部
- 美術部
- 英語部
- 図書部

## 通学区域
2011年4月1日現在の通学区域は以下の通りである。
- 谷野（55番地の1から58番地の4までを除く）
- 木野下一丁目～二丁目
- 今寺一丁目～四丁目
- 大門一丁目の一部（361番地～472番地、501番地～585番地、656番地～682番地）、大門二丁目、大門三丁目の一部（12番地～26番地）
- 野上町一丁目（37番地を除く）、野上町二丁目
- 今井一丁目～二丁目
- 藤橋一丁目、藤橋二丁目（27番地、39番地の1、39番地の15、40番地の13、516番地～518番地、533番地～540番地、544番地～546番地、549番地、550番地、552番地～559番地、561番地～588番地、590番地、595番地、599番地、601番地を除く）

また、東側は埼玉県との県境まで通学区域に入り、広くなるため岩蔵街道を境に東側の通学区域の生徒は自転車通学が認められている。

## 進学前小学校
生徒は主に青梅市立第三小学校と青梅市立今井小学校の出身者。

## その他
- 青梅市が2003年（平成15年）にスタートした「子どもいきいき学校づくり事業」として「霞ファーム」という畑を校地内に作り、じゃがいも・大根などの野菜やキウイフルーツなどの果物を、生徒が保護者・地域の人々・教職員との協力の下で育てている。また、収穫した野菜や果物は給食で出したり、生徒や協力者に配布したりしている。他にも雨水タンクを校舎や屋内運動場に設置し、貯まった雨水を水やりに利用したり、給食の残飯などを肥料化して使ったりと自然や環境に配慮することも学習している。
- 2009年7月後半から耐震工事が行われ、当初、2009年12月25日に完成する予定だったが、設計図の大きな誤算により、翌年2010年3月1日まで続き、部活などに大きな支障を与えた。これは青梅市議会でも討論が行われた。
- 2014年（平成26年）2月15日、雪の重みで屋内運動場の屋根の一部が崩落[2]。学校は休みで授業はなく、当時、屋内運動場の中に生徒はいなかったため、けが人などはいなかった。
- 2014年（平成26年）6月30日、屋内運動場の解体工事を終える。
- 2015年（平成27年）12月中旬に新屋内運動場完成。落成式では青梅市長・浜中啓一をはじめとする来賓の挨拶が行われた。
- 校章は、昭和28年9月1日に野崎弥十郎氏の図案が制定された。デザインは桑の葉と教育の象徴であるペンを交えているもの。純真質朴な郷土の気風の輝きと土に親しむ開拓精神が盛られている。

## 周辺施設
- JA西東京 本店
- 青梅市交通公園
- ジェーソン 青梅今寺店
- ほっともっと 青梅大門店
- ユニクロ 青梅店